# ГЕС Gǎngkǒuwān
ГЕС Gǎngkǒuwān (港口湾水电站) — гідроелектростанція на сході Китаю у провінції Аньхой. Використовує ресурс із річки Xijin, лівої твірної Shuiyang (права притока Янцзи).
Споруджена в межах проєкту гребля утримує водосховище з об'ємом 533 млн м3, із яких корисний об'єм становить 397 млн м3. При цьому під час повені об'єм водойми може зростати до 941 млн м3.
Пригреблевий машинний зал обладнали двома турбінами потужністю по 30 МВт, які забезпечують виробництво 113 млн кВт·год електроенергії на рік.